# 斯托克布里奇 (密西根州)
斯托克布里奇（英語：Stockbridge）是位於美國密西根州英厄姆縣斯托克布里奇鎮區的一個村。

## 人口
根據2020年美國人口普查的數據，斯托克布里奇的面積為3.94平方千米，當中陸地面積為3.89平方千米，而水域面積為0.04平方千米。當地共有人口1244人，而人口密度為每平方千米315人。